# Astral Chain
Astral Chain est un jeu vidéo d'action édité par Nintendo et développé par PlatinumGames. Il a été dévoilé lors du Nintendo Direct du 13 février 2019 et est sorti sur Nintendo Switch le 30 août 2019.

## Synopsis
Le joueur incarne un membre des forces de la "Neuron", une police futuriste (homme ou femme), sachant que celui ou celle n'étant pas choisi joue le frère jumeau ou la sœur jumelle du protagoniste. Les policiers de la Neuron doivent lutter contre les chimères, des créatures venues d'une autre dimension qui ont pour but d'envahir la ville d'Ark et le monde entier. Afin d'avoir l'espoir de réussite, les êtres humains ont apprivoisé des chimères qu'ils ont baptisées "Légions", qui accompagnent le personnage incarné par le joueur lors des combats.

## Doublage
| Personnage                       | Voix japonaises    | Voix anglaises        |
| -------------------------------- | ------------------ | --------------------- |
| Le héros / Akira Howard (homme)  | Nobunaga Shimazaki | Aleks Le              |
| L'héroïne / Akira Howard (femme) | Chika Anzai        | Brianna Knickerbocker |
| Maximilien Howard                | Kenta Miyake       | Owen Thomas           |
| Yoseph Calvert                   | Takaya Hashi       | Joe J Thomas          |
| Olive Espinosa                   | Azumi Waki         | Em Eldridge           |
| Brenda Moreno                    | Eri Kitamura       | Megan Hensley         |
| Alicia Lopez                     | Ayumi Tsunematsu   | Elizabeth Maxwell     |
| Jin Wong                         | Shunsuke Takeuchi  | Jordan Reynolds       |
| Marie Wentz / Lappy              | Aimi Tanaka        | Cassandra Lee Morris  |
| Harold "Hal" Clark               | Daiki Yamashita    | Kyle McCarley         |
| Jena Anderson                    | Yuko Kaida         | Rebecca Davis         |
| Kyle Merkulov                    | Takaki Ootomari    | Brad Venable          |

## Système de jeu
Outre les combats, on trouve également dans Astral Chain des phases d'enquête. En tant que policier, le joueur va devoir trouver des indices afin de retrouver les chimères et de les affronter.

## Développement
Derrière Astral Chain, on retrouve Hideki Kamiya (créateur entre autres de Bayonetta) qui est producteur et superviseur. Le mangaka Masakazu Katsura (créateur de ZETMAN ou encore de Video Girl Ai) s'occupe du chara design. La réalisation est assurée par Takahisa Taura qui, par le passé, était game designer de Nier Automata aux côtés de Yoko Taro.